# Аеронавігаційні вогні

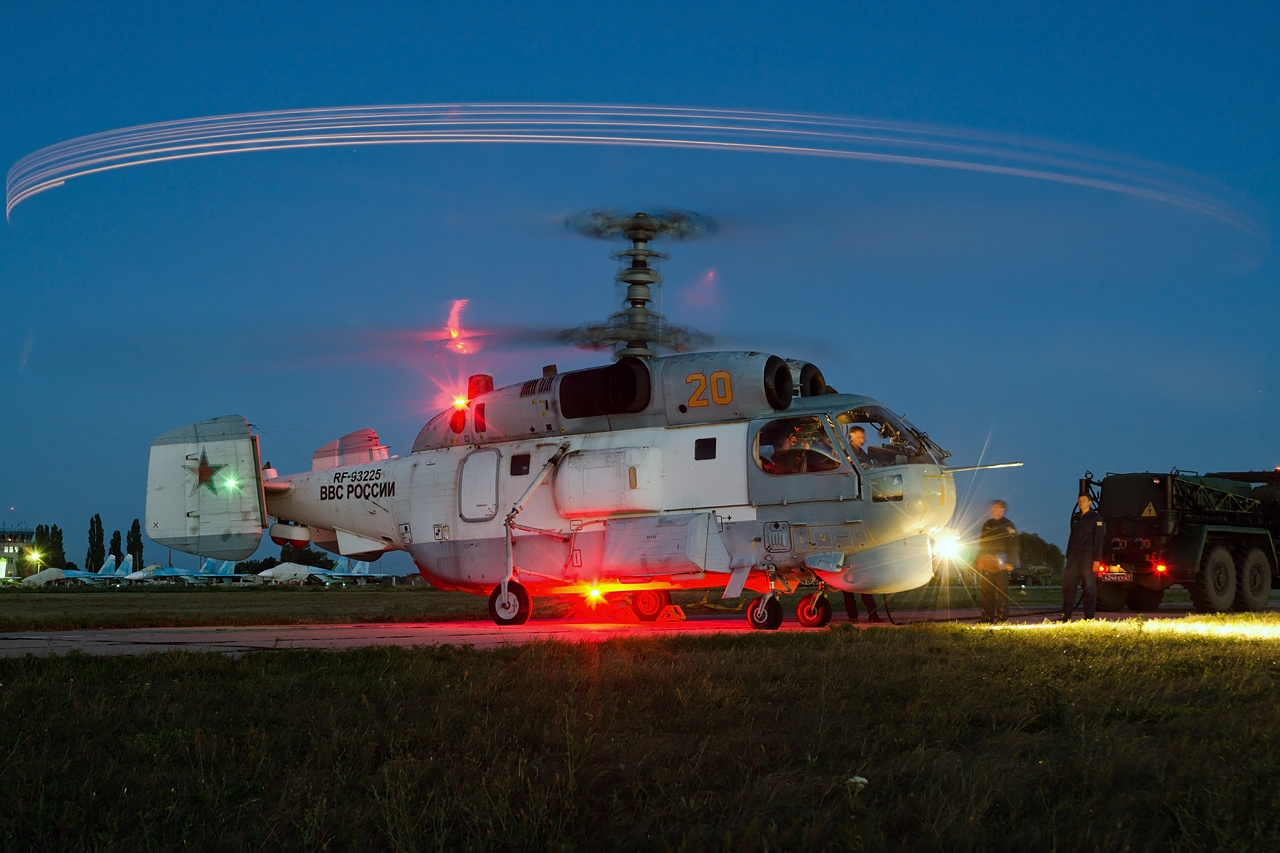
Вертоліт Ка-27ПС. Добре видно фари, бічні АНВ на шайбах кіля, проблискові вогні і контурні вогні на закінцівках лопатей верхньої колонки гвинта

Аеронавігаційні вогні — зовнішнє світлотехнічне обладнання літального апарата, призначене для забезпечення екіпажу необхідних умов видимості вночі при зльоті, посадці, рулінні, підсвічування елементів конструкції і позначення ЛА в просторі. В інших випадках — відповідно до конструктивних особливостей і призначення літального апарата.

## Опис
Аеронавігаційні вогні зазвичай складаються з бічних вогнів на консолях площин: лівий — червоний, правий — зелений, а також хвостового білого вогню (на пасажирських транспортних літаках додатково застосовуються білі ліхтарі на задній частині закінцівок площин). Розташування світильників і точне фокусування ламп аеронавігаційних вогнів дозволяють сторонньому спостерігачеві в нічний час визначати просторове положення і напрямок руху літального апарата. Для кращої помітності в електросхему бортових аеронавігаційних вогнів (БАНВ) часто вводять елементи для отримання переривчастого світіння (миготіння).
Для позначення траєкторії руху повітряного судна в просторі використовуються імпульсні (проблискові) маяки червоного або білого світла. Наприклад, найпростіший проблисковий маяк МСЛ-3, що являє собою механізм обертання платформи з двома односторонніми дзеркальними лампами СМ28-60 (потужністю 60 Вт), закритий червоним захисним скляним ковпаком-світлофільтром. Привод платформи здійснюється електромотором ПДЗ-5 з частотою проблиску світлових пучків 90 спх/хв.
Або потужніший імпульсний маяк МСІ, що складається з блока живлення маяка БЖМ і двох світильників СІ — верхнього і нижнього. У цих світильниках використовуються ртутні імпульсні лампи дугового розряду (як у фотоспалахах), потужністю в імпульсі 600 Вт. Як правило, світильники СІ мають прозоре незабарвлене скло, хоча зустрічаються світильники з червоними стеклами. Частота спалахів регулюється часозадавальним ланцюгом у блоці живлення БЖМ і становить 40 імпульсів за хвилину. Аналогічно працює і маяк СМІ-2К, в якому також застосовується імпульсна лампа дугового розряду потужністю 1000 Вт з червоним ковпаком-світлофільтром.